# Coprophanaeus morenoi
Coprophanaeus morenoi là một loài bọ cánh cứng trong họ Bọ hung (Scarabaeidae).